# Week-end royal
Pour plus de détails, voir Fiche technique et Distribution.
Week-end royal (Hyde Park On Hudson) est un film britannique réalisé par Roger Michell, sorti en 2012.

## Synopsis
L'histoire de la relation amoureuse entre le président des États-Unis Franklin D. Roosevelt (FDR) et sa cousine éloignée Margaret « Daisy » Suckley (en), notamment pendant un week-end de 1939 au cours duquel le couple royal britannique visite New York.

## Fiche technique
- Titre original : Hyde Park On Hudson
- Titre français : Week-end royal
- Réalisation : Roger Michell
- Scénario : Richard Nelson
- Photographie : Lol Crawley
- Montage : Nicolas Gaster
- Musique : Jeremy Sams
- Production : David Aukin, Kevin Loader et Roger Michell
- Sociétés de production : Daybreak Pictures, Film Four International et Free Range Films
- Société de distribution : Diaphana Distribution
- Pays de production :  Royaume-Uni
- Langue originale : anglais
- Genre : comédie dramatique et biopic
- Durée : 125 minutes
- Dates de sortie : 
  - États-Unis : 7 décembre 2012
  - Royaume-Uni : 1er février 2013
  - France : 27 février 2013

## Distribution
- Bill Murray (VF : Didier Flamand ; VQ : Marc Bellier) : Franklin Delano Roosevelt
- Laura Linney (VF : Hélène Babu ; VQ : Lisette Dufour) : Margaret Suckley (en), dite « Daisy »
- Olivia Colman (VF : Véronique Vella ; VQ : Manon Arsenault) : la reine Elizabeth
- Olivia Williams (VF : Catherine Wilkening ; VQ : Anne Bédard) : Eleanor Roosevelt
- Samuel West (VF : Thibault de Montalembert ; VQ : Carl Béchard) : George VI
- Elizabeth Marvel (VQ : Valérie Gagné) : Marguerite LeHand, dite « Missy »
- Elizabeth Wilson (VF : Frédérique Cantrel ; VQ : Madeleine Arsenault) : Sara Roosevelt
- Martin McDougall : Thomas G. Corcoran
- Andrew Havill : Cameron
- Eleanor Bron : la tante de Daisy
- Blake Ritson : Johnson
- James McNeill : le photographe

Version française
Studio de doublage :
Direction artistique : Hervé Icovic
Adaptation :
Source et légende : Version française (V. F.) sur le site d’AlterEgo (la société de doublage) et Version québécoise (V. Q.) sur le site de Doublage Québec.

## Distinctions

### Nominations
- Festival international du film de Toronto 2012 : sélection « Gala Presentations »